# Midvinter

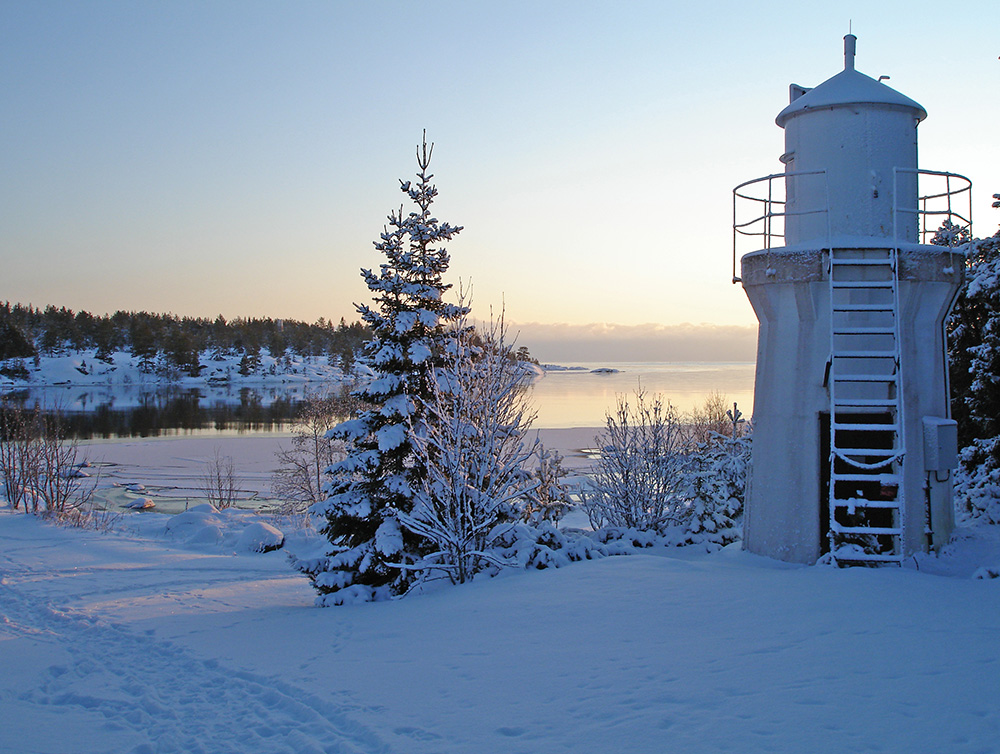
Midvinter i Bredskärssund i Umeå kommun 2012.

Midvinter är tiden mitt i vintern, särskilt den mörkaste tiden kring vintersolståndet. Antonymen är midsommar.
Ordet används sedan åtminstone 1700-talet i två helt olika betydelser, dels för den mörkaste tiden av vintern kring det astronomiska vintersolståndet den 21 eller 22 december och dels för den kallaste delen av vintern.
I äldre nordisk tradition var midvinter, miðjum vetri, den 14 februari. Detta hängde samman med en äldre, troligen förkristen, indelning av året i sommar- och vinterhalvår (halvår hette misseri), där den 13 eller 14 januari var mitt i vinterhalvåret. Denna äldre tradition förlorade betydelse då den julianska kalendern efter hand fick större inflytande. 
Många kulturer, urbefolkningar och religioner firar vintersolståndet och att solen och året vänder och går mot varmare och ljusare tider. Konceptet symbolisk födelse/död associeras då ofta till vintersolståndet som en helig natt.

## Skandinavien
I fornnordisk religion och sedvänja hade vintersolstånd och midvinter troligen betydelse. De har förknippats med högtider, julblot eller midvinterblot. Ordet jul, som finns på de svenska, danska, norska, finska och estniska språken har med säkerhet samband med detta. Däremot är de exakta sambanden fortfarande mycket oklara.

## Rom
Romarna hade två traditioner:
- Saturnaliefesten: I Rom under antiken firades i december en fest till guden Saturnus ära, Saturnaliefesten (lat. Saturnalia). Då bytte slavar och herrar roller, man gav varandra presenter och en uppsluppen stämning rådde.
- Natalis Solis Invicti: I Rom höll även anhängarna av Sol Invictus en fest den 25 december.

## Iran
I dagens Iran firas Mitras födelsedag den 25 december i samband med den iranska midvinterfesten Shab-e Yalda. Den har sitt ursprung i dyrkan av solguden Mitra vid sidan om högguden Ahura Mazda i antikens Persien. Genom kulturella kontakter spreds Mitradyrkan till Romarriket där gudsgestalten fick namnet Mithras.  

## Kurdistan
Kurderna firar midvintersolståndet. Då denna natt är årets längsta natt, ansåg man förr i tiden att ljuset nu hade vunnit över mörkret och solen hade fötts på nytt. I moderna tider firas denna helg fortfarande i Kurdistan med familj och vänner, och man dukar upp ett midvintersolståndsbord med nötter, fikon, dadlar, vattenmelon och diverse annat.

## Kristen tradition
De kristna firar bland andra denna tidpunkt med sin Christi Natalis, på germanska språk bland annat uttytt som kristmäss. Tiden för midvinterblotet övertogs av den kristna kyrkan och knöts till Jesu födelse på natten till den 25 december. Missionärerna valde i Norden att inte följa exemplen med uttrycken Mickelsmäss och Kyndelsmäss utan behålla namnet jul.